# Suions
Els suions (en llatí suiones) eren una tribu germànica, la que vivia més al nord, suposadament a l'illa d'Escàndia (Escandinàvia). No hi ha dubte que es tracta dels ancestres dels moderns suecs. És un poble que només menciona Tàcit a Germània.
Antigament els suions també eren connectats amb les illes de la badia de la Pomerània, a la costa sud de la mar Bàltica.